# Massacre de la gare routière centrale de Tel Aviv
Le massacre de la gare routière centrale de Tel Aviv est un attentat-suicide survenu le 5 janvier 2003, lors de laquelle deux kamikazes palestiniens se sont fait exploser à l'extérieur de la gare routière centrale de Tel Aviv, en Israël, tuant 23 civils et en blessant plus de 100 autres personnes.